# VK Zenit-Kasan
Der VK Zenit-Kasan (russisch волейбольный клуб Зенит-Казань, früher Dinamo Tattransgas Kasan) ist ein russischer Männer-Volleyballclub aus Kasan, der am 13. Mai 2000 gegründet wurde. Er nimmt an der höchsten Volleyball-Spielklasse Russlands, der Volleyball-Superliga, sowie der Volleyball Champions League teil.

## Geschichte
Der Volleyballclub Dinamo Kasan wurde am 13. Mai 2000 durch das Innenministerium der Republik Tatarstan und die Stadtverwaltung Kasan gegründet. Zunächst spielte der Klub in der vierten Spielklasse, der Perwaja Liga. 2001 gelang der Aufstieg in die dritte Liga, die Wysschaja Liga B. Wiederum ein Jahr später konnte mit der Meisterschaft der dritten Liga der Aufstieg in die zweite Liga, die Wysschaja Liga A erreicht werden.
Die Mannschaft wurde mit Ruslan Olichver und Jewgeni Mitkow verstärkt und gewann die Meisterschaft der zweiten Spielklasse 2003. Damit verbunden war der Aufstieg in die höchste Spielklasse, die Superliga. In der Saison 2003/04 belegte die Mannschaft von Dinamo den dritten Platz in der Meisterschaft. Aufgrund dieser Erfolge war Dinamo für den CEV-Pokal spielberechtigt. Um die Teilnahme an diesem europäischen Wettbewerb finanzieren zu können, stieg mit Tattransgas ein neuer Hauptsponsor ein und der Klub änderte seinen Namen in Dinamo Tattransgas Kasan. Gleichzeitig wurde der Vorstandsvorsitzende des Sponsors, Rafkat Kantjukow, neuer Präsident des Vereins.
In der Saison 2004/05 gewann das Team zunächst den russischen Pokalwettbewerb, erreichte das Viertelfinale des CEV-Pokals und belegte erneut den dritten Platz in der russischen Meisterschaft. Mit dem Pokalsieg qualifizierte sich die Mannschaft für den Top Teams Cup 2005/06, wo sie jedoch über die Gruppenphase nicht hinauskam.
In der Saison 2006/07 gewann Dinamo Tattransgas Kasan die russische Meisterschaft im Playoff-Finale gegen den VK Dynamo Moskau und qualifizierte sich damit für die Champions League der folgenden Spielzeit. Ende Dezember 2007 gewann das Team den russischen Pokalwettbewerb und erreichte damit automatisch erneut einen Startplatz in der Champions League der folgenden Saison. Am 30. Mai gewann es im Finale des Final Four der Champions League gegen Copra Piacenza und gewann somit bei der ersten Teilnahme am Wettbewerb die wichtigste Trophäe im europäischen Vereins-Volleyball.
Im Juni 2008 wurde der Verein in Zenit-Kasan umbenannt und der russische Nationaltrainer, Wladimir Alekno, wurde als Cheftrainer verpflichtet. Mit dem Pokalsieg 2009 und den russischen Meistertiteln 2009, 2010, 2011, 2012, 2014 und 2015 gehört Zenit zu den erfolgreichsten russischen Vereinen des Jahrzehnts. Zwischen 2015 und 2018 gewann Zenit-Kasan vier Mal in Folge die Champions-League und egalisierte damit den Rekord (an Titelverteidigungen) von ZSKA Moskau aus den Jahren 1986 bis 1989.